# Єршов Владислав В'ячеславович
Владислав В'ячеславович Єршов (9 травня 1960, Ногінськ, Московська область, СРСР — 12 січня 2021) — радянський хокеїст і український хокейний тренер.

## Спортивна кар'єра
Вихованець команди «Кристал» (Електросталь). Дванадцять сезонів захищав кольори харківського «Динамо» на позиції центрального нападника. Разом з клубом подолав шлях від другої ліги у вищу. Був капітаном команди. В еліті радянського хокею провів 55 ігор (4+9). Особистий рекорд резуьтативності встановив у сезоні 1980/1981 (друга ліга): у 71 матчі набрав 62 очка (34+28). Відразу після завершення ігрової кар'єри ввійшов до тренерського штабу «динамівців». Через два роки повернувся на хокейний майданчик і протягом трьох сезонів виступав за команду другого російського дивізіону «Буран» (Воронеж). У 2011—2013 роках очолював львівських «Левів».

## Статистика
За український клуб:
| Сезон   | Команда           | Ліга  | І  | Г  | П  | 0  | Штр |
| ------- | ----------------- | ----- | -- | -- | -- | -- | --- |
| 1979-80 | «Динамо» (Харків) | друга | 54 | 21 | 14 | 35 | 30  |
| 1980-81 | «Динамо» (Харків) | друга | 60 | 31 | 23 | 54 |     |
|         | «Динамо» (Харків) | друга | 11 | 3  | 5  | 8  | 10  |
| 1981-82 | «Динамо» (Харків) | друга | 44 | 20 | 13 | 33 | 26  |
|         | «Динамо» (Харків) | друга |    | 8  |    |    |     |
| 1982-83 | «Динамо» (Харків) | перша | 68 | 23 | 14 | 37 |     |
| 1983-84 | «Динамо» (Харків) | перша | 57 | 19 |    |    |     |
| 1984-85 | «Динамо» (Харків) | перша | 51 | 20 | 21 | 41 | 16  |
| 1985-86 | «Динамо» (Харків) | перша | 57 | 14 | 15 | 29 | 40  |
| 1986-87 | «Динамо» (Харків) | перша | 61 | 17 | 9  | 26 | 30  |
| 1987-88 | «Динамо» (Харків) | перша | 71 | 19 | 15 | 34 | 32  |
| 1988-89 | «Динамо» (Харків) | вища  | 25 | 3  | 3  | 6  | 16  |
|         |                   | пт    | 20 | 6  | 6  | 12 | 18  |
| 1989-90 | «Динамо» (Харків) | вища  | 30 | 1  | 6  | 7  | 10  |
|         |                   | пт    | 33 | 5  | 6  | 11 | 12  |
| 1990-91 | «Динамо» (Харків) | перша | 54 | 10 | 10 | 20 | 28  |